# Équipe de France de football à la Coupe des confédérations 2001
Cet article relate le parcours de l'équipe de France de football à la Coupe des confédérations 2001, organisée conjointement en Corée du Sud et au Japon.

## Préparation de l'évènement
Roger Lemerre devait constituer une liste de joueurs amputée de quelques éléments incontournables (Barthez, Zidane, Petit, Henry, Thuram, Trezeguet...) et lancer dans le grand bain quelques novices (Coupet, Landreau, Dacourt, Gillet, Carrière, Née, Bréchet, Camara). La mission la plus périlleuse incombe à Carrière qui hérite du numéro 10 et doit remplacer Zidane comme meneur de jeu.

## Effectif
| Numéro / Nom       | Numéro / Nom       | Club                       | Date de naissance | J.              | Buts            | Rouge           | J/R             | Jaune           |
| Gardiens de but    | Gardiens de but    | Gardiens de but            | Gardiens de but   | Gardiens de but | Gardiens de but | Gardiens de but | Gardiens de but | Gardiens de but |
| ------------------ | ------------------ | -------------------------- | ----------------- | --------------- | --------------- | --------------- | --------------- | --------------- |
| 1                  | Ulrich Ramé        | Girondins de Bordeaux ()   | -                 | 3               | -               | -               | -               | -               |
| 12                 | Grégory Coupet     | Olympique lyonnais ()      | -                 | 1               | -               | -               | -               | -               |
| 23                 | Mickaël Landreau   | FC Nantes ()               | -                 | 1               | -               | -               | -               | -               |
| Défenseurs         |                    |                            |                   |                 |                 |                 |                 |                 |
| 2                  | Willy Sagnol       | Bayern Munich ()           | -                 | 3               | -               | -               | -               | 1               |
| 3                  | Bixente Lizarazu   | Bayern Munich ()           | -                 | 4               | -               | -               | -               | 1               |
| 5                  | Nicolas Gillet     | FC Nantes ()               | -                 | 1               | -               | -               | -               | -               |
| 8                  | Marcel Desailly    | Chelsea FC ()              | -                 | 4               | 1               | -               | -               | -               |
| 13                 | Mikaël Silvestre   | Manchester United ()       | -                 | 2               | -               | -               | -               | -               |
| 15                 | Jérémie Bréchet    | Olympique lyonnais ()      | -                 | 1               | -               | -               | -               | -               |
| 18                 | Frank Lebœuf       | Chelsea FC ()              | -                 | 3               | -               | -               | 1               | 2               |
| 20                 | Zoumana Camara     | Olympique de Marseille ()  | -                 | 1               | -               | -               | -               | -               |
| Milieux de terrain |                    |                            |                   |                 |                 |                 |                 |                 |
| 4                  | Patrick Vieira     | Arsenal FC ()              | -                 | 5               | 2               | -               | -               | -               |
| 6                  | Youri Djorkaeff    | 1.FC Kaiserslautern ()     | -                 | 5               | 1               | -               | -               | 1               |
| 7                  | Robert Pirès       | Arsenal FC ()              | -                 | 5               | 2               | -               | -               | 1               |
| 10                 | Éric Carrière      | FC Nantes ()               | -                 | 4               | 2               | -               | -               | 1               |
| 16                 | Olivier Dacourt    | Leeds United ()            | -                 | 3               | -               | -               | -               | -               |
| 19                 | Christian Karembeu | Middlesbrough FC ()        | -                 | 3               | -               | -               | -               | 1               |
| Attaquants         |                    |                            |                   |                 |                 |                 |                 |                 |
| 9                  | Nicolas Anelka     | Paris SG ()                | -                 | 5               | 1               | -               | -               | -               |
| 11                 | Sylvain Wiltord    | Arsenal FC ()              | -                 | 5               | 2               | -               | -               | -               |
| 14                 | Frédéric Née       | Sporting Club de Bastia () | -                 | 1               | -               | -               | -               | -               |
| 17                 | Steve Marlet       | Olympique lyonnais ()      | -                 | 3               | 1               | -               | -               | -               |
| 21                 | Christophe Dugarry | Girondins de Bordeaux ()   | -                 | 1               | -               | -               | -               | -               |
| 22                 | Laurent Robert     | Paris SG ()                | -                 | 4               | -               | -               | -               | -               |
| Sélectionneur      |                    |                            |                   |                 |                 |                 |                 |                 |
|                    | Roger Lemerre      |                            | 18-06-1941        |                 |                 |                 |                 |                 |

## Compétition

### Résumé
Après un premier succès abouti face à l'hôte coréen (5-0), les Bleus se font surprendre par l'Australie lors du second match. Roger Lemerre ne regrette pas d'avoir aligné certains de ses remplaçants lors de ce match mais le fait qu'aucun joueur n'ait été capable d'élever son niveau de jeu. Dans l’œil du cyclone, Frank Lebœuf, expulsé lors de la rencontre, relève la tête pour la suite de la compétition et un retour remarqué à partir de la demi-finale. Les Tricolores, comme les autres, enchaînent les matchs tous les deux jours au premier tour. Rythme élevé provoquant la blessure de Christophe Dugarry avant le dernier match contre le Mexique.
En demi-finale, les Français s'imposent face au Brésil (2-1) et s'offrent le droit d'affronter le second pays hôte en finale, le Japon qui n'a toujours pas encaissé de but durant la compétition. Patrick Vieira force l'étau nippon d'un appel plein axe au travers des Japonais et servi dans les airs par Lebœuf que Vieira prolonge dans le but des locaux après avoir devancé la sortie du gardien.
Durant le tournoi, les performances de Patrick Vieira et Robert Pirès, replacé milieu récupérateur pour la compétition, sont remarquées, tout comme celles des novices Willy Sagnol, Olivier Dacourt et Éric Carrière. Malgré la confiance du sélectionneur, Nicolas Anelka déçoit les supporters.

### Premier tour
|   | Équipe       | Pts | J | G | N | P | BP | BC | Diff |
| - | ------------ | --- | - | - | - | - | -- | -- | ---- |
| 1 | France       | 6   | 3 | 2 | 0 | 1 | 9  | 1  | +8   |
| 2 | Australie    | 6   | 3 | 2 | 0 | 1 | 3  | 1  | +2   |
| 3 | Corée du Sud | 6   | 3 | 2 | 0 | 1 | 3  | 6  | -3   |
| 4 | Mexique      | 0   | 3 | 0 | 0 | 3 | 1  | 8  | -7   |

| 30 mai 2001   | France    | 5 | 0 | Corée du Sud |
| 1er juin 2001 | Australie | 1 | 0 | France       |
| 3 juin 2001   | France    | 4 | 0 | Mexique      |

| 30 mai, 2001 17:00        | France | 5 - 0   | Corée du Sud | Daegu World Cup Stadium, Daegu                     |                                                    |
| Historique des rencontres | Marlet 9e · Vieira 19e · Anelka 34e · Djorkaeff 80e · Wiltord 90e                                                                               | (3 - 0) | | Spectateurs : 61 500 Arbitrage : Gamal Al-Ghandour | Spectateurs : 61 500 Arbitrage : Gamal Al-Ghandour |
| Historique des rencontres | (Rapport) |         | | Spectateurs : 61 500 Arbitrage : Gamal Al-Ghandour | Spectateurs : 61 500 Arbitrage : Gamal Al-Ghandour |
| Historique des rencontres | Ramé - Sagnol, Desailly, Silvestre, Lizarazu - Vieira, Carrière, Pirès ( 82e Dacourt) - Marlet ( 65e Wiltord), Dugarry ( 72e Djorkaeff), Anelka | Équipes | Lee Woon-jae - Song Chong-gug, Lee Min-sung, Hong Myung-bo, Kim Tae-young ( 75e Ha Seok-ju) - Choi Sung-yong, Yoo Sang-chul, Lee Young-pyo ( 46e Hwang Sun-hong), Ko Jung-su ( 69e An Hyo-yeon) - Park Ji-sung, Seol Ki-hyeon | Spectateurs : 61 500 Arbitrage : Gamal Al-Ghandour | Spectateurs : 61 500 Arbitrage : Gamal Al-Ghandour |

| 1er juin, 2001 17:00      | Australie | 1 - 0   | France | Daegu World Cup Stadium, Daegu                 |                                                |
| Historique des rencontres | Zane 60e | (0 - 0) | | Spectateurs : 44 400 Arbitrage : Carlos Batres | Spectateurs : 44 400 Arbitrage : Carlos Batres |
| Historique des rencontres | (Rapport) |         | | Spectateurs : 44 400 Arbitrage : Carlos Batres | Spectateurs : 44 400 Arbitrage : Carlos Batres |
| Historique des rencontres | Schwarzer - Muscat, Moore, Popovic, T.Vidmar - Emerton, Okon, Skoko ( 79e Bresciano), Lazaridis ( 81e) - Corica, Zane ( 87e Aloisi 90e) | Équipes | Coupet - Camara, Lebœuf ( 78e), Gillet, Bréchet - Karembeu, Dacourt ( 74e Pirès 90e), Djorkaeff ( 88e Vieira) - Wiltord, Née ( 71e Anelka), Robert | Spectateurs : 44 400 Arbitrage : Carlos Batres | Spectateurs : 44 400 Arbitrage : Carlos Batres |

| 3 juin, 2001 19:30        | France | 4 - 0   | Mexique | Munsu Cup Stadium, Ulsan                     |                                              |
| Historique des rencontres | Wiltord 8e · Carrière 62e, 83e · Pirès 71e | (1 - 0) | | Spectateurs : 28 864 Arbitrage : Ali Bujsaim | Spectateurs : 28 864 Arbitrage : Ali Bujsaim |
| Historique des rencontres | (Rapport) |         | | Spectateurs : 28 864 Arbitrage : Ali Bujsaim | Spectateurs : 28 864 Arbitrage : Ali Bujsaim |
| Historique des rencontres | Landreau - Sagnol, Desailly, Silvestre, Lizarazu - Vieira, Carrière, Pirès ( 85e Dacourt) - Marlet ( 64e Robert), Anelka, Wiltord ( 77e Djorkaeff) | Équipes | Sánchez - Suárez, V. Ruiz, Pardo, Davino, Valdez ( 61e) - Rangel, Victorino ( 76e Rodríguez), M.A. Ruíz ( 63e Reyes) - de Nigris ( 45e Borgetti), Abundis | Spectateurs : 28 864 Arbitrage : Ali Bujsaim | Spectateurs : 28 864 Arbitrage : Ali Bujsaim |

### Demi-finale
| 7 juin 2001 20:00         | France | 2 - 1   | Brésil | Suwon World Cup Stadium, Suwon                     |                                                    |
| Historique des rencontres | Pirès 7e · Desailly 54e | (1 - 1) | 30e Ramon | Spectateurs : 34 527 Arbitrage : Gamal Al-Ghandour | Spectateurs : 34 527 Arbitrage : Gamal Al-Ghandour |
| Historique des rencontres | (Rapport) |         | | Spectateurs : 34 527 Arbitrage : Gamal Al-Ghandour | Spectateurs : 34 527 Arbitrage : Gamal Al-Ghandour |
| Historique des rencontres | Ramé - Sagnol ( 41e), Desailly, Lebœuf, Lizarazu - Vieira, Karembeu ( 29e), Djorkaeff ( 61e, 61e Carrière, 89e), Pirès - Anelka, Wiltord ( 86e Robert) | Équipes | Dida - Lucio, Léomar ( 76e), Leandro ( 56e Vampeta), Leo ( 20e) - Rochemback, Edmílson, Zé Maria, Washington - Ramon, Carlos Miguel ( 69e Robert) | Spectateurs : 34 527 Arbitrage : Gamal Al-Ghandour | Spectateurs : 34 527 Arbitrage : Gamal Al-Ghandour |

### Finale
| Titulaires : |  |
| |  |
| Yoshikatsu Kawaguchi · Naoki Matsuda 36e · Ryuzo Morioka · Yasuhiro Hato · Koji Nakata · Hiroaki Morishima 89e · Teruyoshi Ito · Kazuyuki Toda · Shinji Ono 60e · Junichi Inamoto 45e · Akinori Nishizawa 74e · |  |
| Remplaçants : |  |
| Atsuhiro Miura 45e · Tatsuhiko Kubo 60e · Masashi Nakayama 74e · |  |
| Entraîneur : |  |
| Philippe Troussier |  |

| Titulaires : |  |
| |  |
| Ulrich Ramé · Christian Karembeu · Frank Lebœuf · Marcel Desailly · Bixente Lizarazu 52e · Patrick Vieira · Youri Djorkaeff 65e · Robert Pirès · Nicolas Anelka · Sylvain Wiltord · Steve Marlet 58e · |  |
| Remplaçants : |  |
| Laurent Robert 58e · Éric Carrière 65e · |  |
| Entraîneur : |  |
| Roger Lemerre |  |

| Titulaires : |  |
| |  |
| Yoshikatsu Kawaguchi · Naoki Matsuda 36e · Ryuzo Morioka · Yasuhiro Hato · Koji Nakata · Hiroaki Morishima 89e · Teruyoshi Ito · Kazuyuki Toda · Shinji Ono 60e · Junichi Inamoto 45e · Akinori Nishizawa 74e · |  |
| Remplaçants : |  |
| Atsuhiro Miura 45e · Tatsuhiko Kubo 60e · Masashi Nakayama 74e · |  |
| Entraîneur : |  |
| Philippe Troussier |  |

| Titulaires : |  |
| |  |
| Ulrich Ramé · Christian Karembeu · Frank Lebœuf · Marcel Desailly · Bixente Lizarazu 52e · Patrick Vieira · Youri Djorkaeff 65e · Robert Pirès · Nicolas Anelka · Sylvain Wiltord · Steve Marlet 58e · |  |
| Remplaçants : |  |
| Laurent Robert 58e · Éric Carrière 65e · |  |
| Entraîneur : |  |
| Roger Lemerre |  |

## Récompenses

### Équipe du tournoi
Cinq joueurs français figurent dans l'équipe-type du tournoi élue par les membres de la FIFA venus en observateurs dont Gérard Houllier.
| Gardien              | Défenseurs                                         | Milieux                                            | Attaquants                   |
| -------------------- | -------------------------------------------------- | -------------------------------------------------- | ---------------------------- |
| Yoshikatsu Kawaguchi | Bixente Lizarazu Marcel Desailly Edmilson Zé Maria | Robert Pirès Patrick Vieira Hidetoshi Nakata Ramon | Samuel Eto'o Sylvain Wiltord |

### Récompenses individuelles
Robert Pirès reçoit le titre de meilleur joueur du tournoi devant Patrick Vieira et Hidetoshi Nakata. En compagnie d'Éric Carrière, Pirès remporte aussi le « Soulier d'or » (buts marqués et passes décisives combinés) devant le Coréen Hwang Sun-hong.
| Soulier d'or de la FIFA    | Ballon d'or de la FIFA |
| -------------------------- | ---------------------- |
| Robert Pirès Éric Carrière | Robert Pirès           |

Sept joueurs dont quatre français marquent deux buts durant la compétition : 
- Éric Carrière
- Shaun Murphy
- Robert Pirès
- Hwang Sun-hong
- Takayuki Suzuki
- Patrick Vieira
- Sylvain Wiltord